# Steel Curtain (Kennywood)
Steel Curtain est un parcours de montagnes russes en métal situé au parc d'attractions Kennywood à West Mifflin, Pennsylvanie, près de Pittsburgh. Conçues par S&S - Sansei Technologies, ces montagnes russes atteignent 67 mètres de haut et comporte 9 inversions. Sur le thème des Steelers de Pittsburgh, l'attraction est située sur l'ancien site du Log Jammer, un Flume Ride ayant fermé en 2017.

## Histoire
Après la fermeture de Log Jammer en septembre 2017, la démolition a commencé en janvier 2018 pour faire place à une nouvelle attraction en 2019. En juin 2018, Kennywood a révélé une campagne teaser appelée "Project 412", dans laquelle une case d'une carte à gratter virtuelle serait retirée chaque jeudi pour révéler un nouvel indice sur l'attraction à venir,. Le 19 juillet 2018, il a été annoncé que Steel Curtain viendrait à Kennywood dans le cadre d'une nouvelle zone Steelers Country. Les montagnes russes portent le nom de la ligne défensive de l'équipe de football américain des Steelers de Pittsburgh, durant les années 1970, qui était surnommée Steel Curtain.
Les pièces des rails pour Steel Curtain sont arrivées au parc en août 2018. En novembre 2018, la construction verticale a commencé, et le wagon avant d'un train a été placé en exposition lors de l'expo annuelle de l'International Association of Amusement Parks and Attractions à Orlando, en Floride. La première inversion (le cutback) a été achevée le mois suivant. En mars 2019, le point le plus haut du manège a été achevé. Initialement prévue pour avril 2019, des retards dans la construction et les tests ont repoussé l'ouverture à l'été. Les tests ont commencé peu de temps après l'installation de la dernière pièce du rail, en juin 2019. Les matériaux nécessaires à la construction de Steel Curtain comprenaient 152 semelles en béton, 113 morceaux de voie qui pesaient 5 400 kilogrammes chacun, et plus de 21 000 boulons.
Steel Curtain a ouvert au public le 13 juillet 2019, avec un soft opening organisée la veille pour la presse et les fans. Un problème technique le jour de l'ouverture, dans lequel l'un des trains s'est arrêté momentanément alors qu'il montait sur le lift hill, a entraîné la fermeture du manège pour le reste de la journée.
La montagne russe, conçue par S&S - Sansei Technologies, comporte 9 inversions, dont la plus haute du monde, un tire-bouchon de 60 mètres, et atteint une hauteur maximale de 67 mètres. En outre, le manège atteint une vitesse maximale de 121 km/h et dure 2 minutes, dont une partie est consacrée à la montée. 
Dans la publication annuelle du Golden Ticket Awards d'Amusement Today, Steel Curtain s'est classé 1er dans la catégorie Meilleures nouvelles montagnes russes de 2019.
Le 3 août 2019, Steel Curtain a été fermé pour des ajustements. Il a finalement rouvert 4 jours plus tard, le 7 août. Steel Curtain est l'une des nombreuses attractions qui n'ont pas fonctionné pendant la saison 2020 en raison de la pandémie de Covid-19.

## Caractéristiques

### Records
Steel Curtain a établi un certain nombre de records lors de son ouverture, notamment en devenant les montagnes russes avec la plus haute inversion du monde. Il s'agit également de la première attraction sur le thème d'une équipe professionnelle de football américain, qui a été inaugurée sur une zone sur le thème du football américain appelée Steelers Country dans le parc, d'une superficie de 1,2 hectare. C'est aussi l'une des nombreuses montagnes russes à présenter un élément de banana roll, avec d'autres exemples comme Takabisha à Fuji-Q Highland et TMNT Shellraiser à American Dream Meadowlands.

### Trains
Steel Curtain est composé de deux trains, dans lesquels les passagers sont assis deux par deux dans chaque rangée, à raison de deux rangées par voiture. Les deux trains comportent six voitures, soit un total de 24 passagers par train. Le système de retenue consiste en des barres de sécurité à verrouillage hydraulique et une ceinture de sécurité. Chaque train est peint en noir avec des rayures jaunes et blanches pour ressembler à un maillot des Steelers de Pittsburgh. Les sièges ont été conçus pour ressembler à un ballon de football, avec des lacets peints dans les appuie-tête sur un fond marron. Le wagon avant de chaque train porte un numéro peint, dont le 33, qui représente 1933, année de création des Steelers de Pittsburgh.

## Expérience

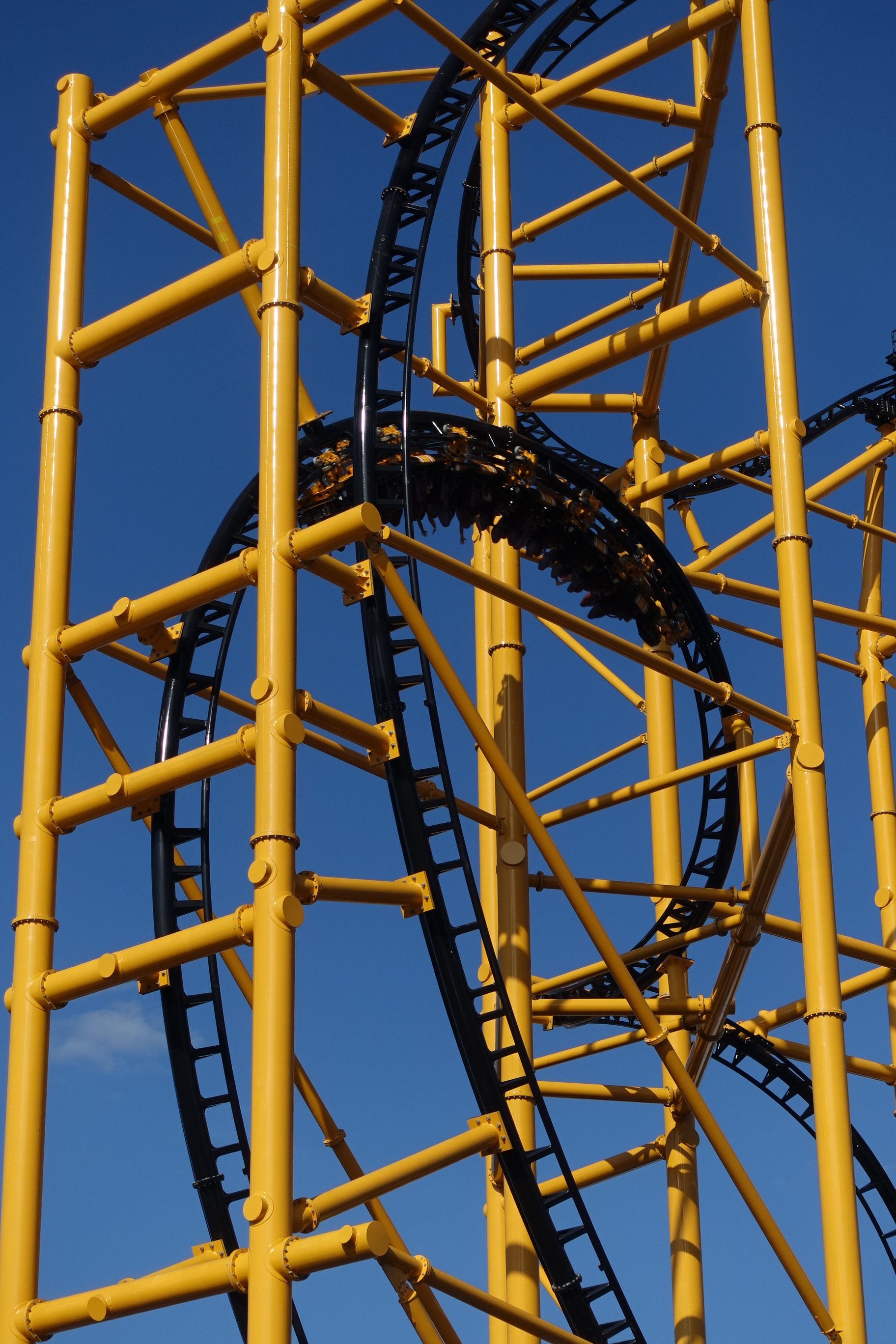
Kennywood.

L'attraction commence par la montée des montagnes russes de 67 mètres de haut dès la sortie de la gare. La montée est parfois accompagnée de la chanson Renegade de Styx. Après avoir atteint le sommet de la colline, le train s'incline légèrement et dévie vers la gauche pour entrer dans la plus haute inversion du monde, un élément de dive drop de 60 mètres appelé Drachen Fire Dive Drop. Le train chute de 62 mètres de l'inversion. Il s'incline ensuite brusquement vers la gauche, atteint un point proche du sol et revient vers la gare. Il s'incline à nouveau vers la gauche et entre dans un banana roll, un élément nommé d'après sa forme caractéristique, qui renverse les passagers deux fois et élève le train à son deuxième point le plus haut par rapport au sol. Les passagers descendent à ras du sol une fois de plus dans une petite colline d’airtime en direction de la première chute, entrant dans un élément de serpent de mer avec deux autres inversions. Cette dernière est suivie d'une colline d’airtime et de la 6ème inversion de la montagne russe, un dive loop qui fait tourner le train de 180 degrés et le renvoie vers la station. Après une brève ligne droite, les passagers font l'expérience d'une manœuvre d'apesanteur lors d'un zero-g stall, parfois appelée décrochage de top gun stall. Dans la phase finale, le train entre dans un tire-bouchon et un cutback en courte succession, complétant respectivement les 8e et 9e inversions. Le cutback se termine par un léger saut sur le dernier freinage, où le train retourne à la gare. 